# Luis Vicente Muñoz
Luis Vicente Muñoz (Ávila, 1961). Es un periodista español, especializado en radio y televisión, en el plano de lo económico. Actualmente, es líder del proyecto Capital Radio, y también de la radio económica en España. Lanzó la primera radio especializada en economía de Europa en 1994, y luego Business TV en 2010. Antes había participado en la creación de Antena 3 de Radio y Antena 3 Televisión, y en 1996 creó el programa de radio Capital, emitido por Radio Intereconomía, del que estuvo al frente hasta 2013.
En la actualidad desde 2013: Capital, la Bolsa y la Vida, Lunes a viernes de 07:00 a 11:00 en Capital Radio (España). “Capital, la Bolsa y la Vida” es el programa líder de información económica en la radio europea, desde 1994. Su director, Luis Vicente Muñoz, ha recibido los premios Ondas y Antena de Oro por la innovación radiofónica. El programa incluye información en tiempo real de mercados, junto con “La Gran Tertulia de la Economía”. Además, ofrece secciones dedicadas a la tecnología, fintech, big-data, mentoring, legal, impuestos, e inteligencia económica. 